# リュッセルスハイム・アム・マイン
リュッセルスハイム・アム・マイン (ドイツ語: Rüsselsheim am Main、2015年7月30日までは Rüsselsheim, ドイツ語発音: [ˈrʏs̩lsha‿im]) は、ドイツ連邦共和国ヘッセン州グロース＝ゲーラウ郡最大の市で、ヘッセン州で10番目に大きな都市である。本市はフランクフルト都市圏に含まれる。この街は、フランクフルト・アム・マインとマインツとの間に位置する。リュッセルスハイムはヘッセン州に7つある特別市（Sonderstatusstädte、郡所属市でありながら郡独立市に準ずる権限を有する市。ヘッセン州では、人口5万人から10万人の郡所属市がこれにあたる。）の1つである。マイン川がヴィースバーデンのマインツ＝コストハイム区でライン川に注ぐ河口からわずか数 km 上流のマイン川沿いに位置している。
リュッセルスハイムは、自動車メーカー、オペルの所在地として国際的に有名である。フランクフルト空港の南側部分はリュッセルスハイム市に属す。

## 地理

### 隣接する市町村
リュッセルスハイムは、北はマイン川を挟んで対岸にホーホハイム・アム・マインおよびフレールスハイム・アム・マイン（ともにマイン＝タウヌス郡）、北東はフランクフルト・アム・マイン（郡独立市）、ラウンハイムおよびケルスターバッハ、東はメルフェルデン＝ヴァルドルフ、南はナウハイムおよびトレーブール、西はギンスハイム＝グスタフスブルクおよびビショフスハイム（いずれもグロース＝ゲーラウ郡）と境を接している。リュッセルスハイムは、西にマインツとヴィースバーデン、東にフランクフルト・アム・マイン、南東にダルムシュタットと、ライン＝マイン地域の4つの大都市の中心に位置しており、大変に交通の便が良い場所にある。これらの都市は、リュッセルスハイムからいずれも 30 km 以内に位置している。

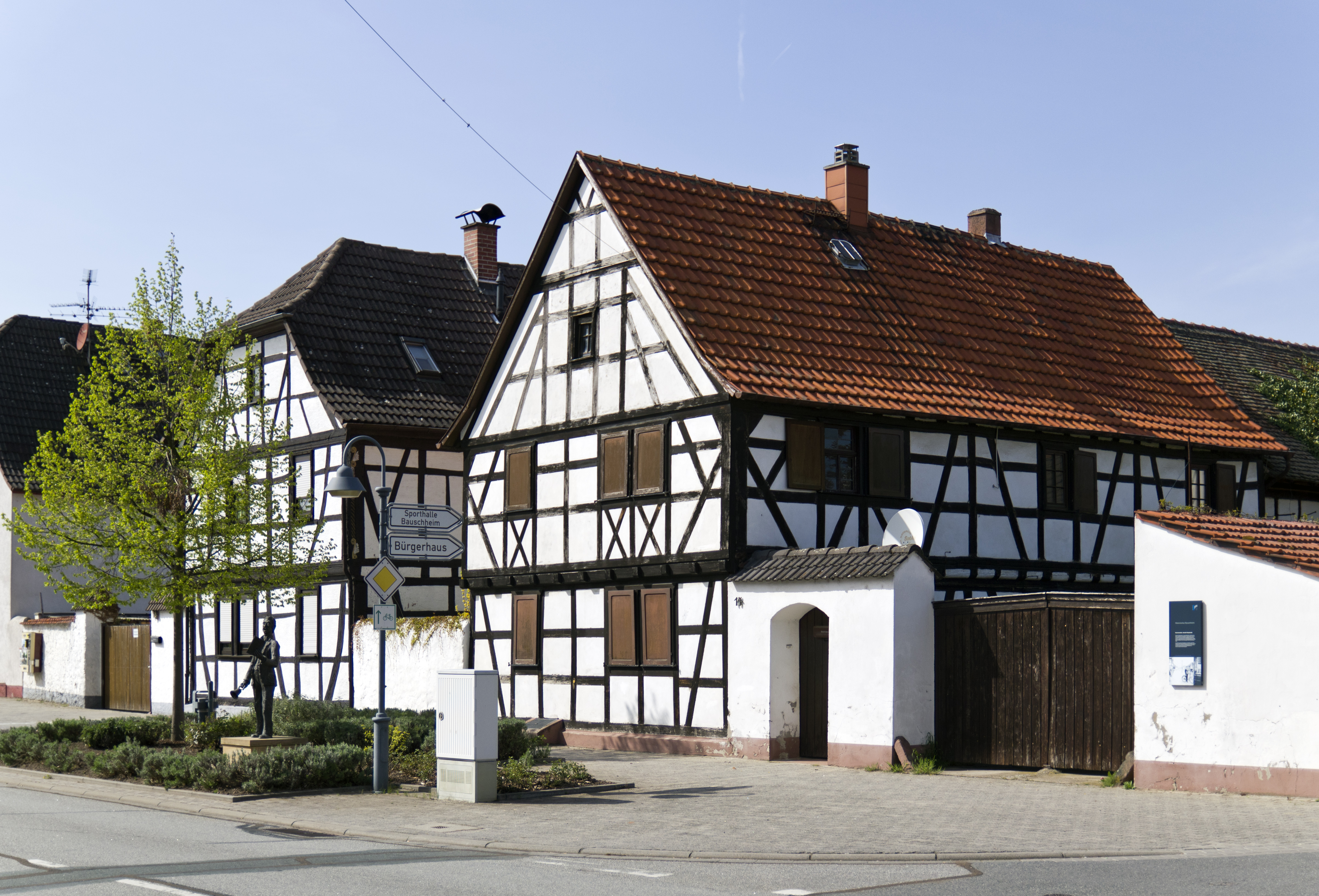
バウシュハイム区の木組み建築

### 市区、市街区
本市は、中核市区の他、以下の市区からなる。
- （アルト＝）ハスロッホ
- ケーニヒシュテッテン
- バウシュハイム

また、市街区としては以下のものがある。
アルトシュタット、ヴェルリナー・フィアテル、ブラウアー・ゼー I + II、ベルンゼー＝ジートルング、ヂッカー・ブッシュ I + II、アイヒグルント、フリードリヒ＝エーバート＝ジートルング、ハーゼングルント、ハスロッホ＝ノルト、ホルラッヘ、ラムゼー、リュープグルント、コロニー、イム・ヴァインファス

#### ブラウアー・ゼー I & II
ブラウアー・ゼー地区（一戸建ておよび列状住宅 約 330棟）の拡張に伴い、南のケーニヒシュテッテン区と旗あのビューロパーク・ブラウアー・ゼーとの間の間隙が詰まってきた。ここに 1,000人以上の新しい住民を誘致する。ブラウアー・ゼー II は 2009年から建設されている。
ブラウアー・ゼー産業地区には大きな期待が寄せられている。ここは専らオフィスおよび非消費型企業用に指定されており、約 5,000人から 7,000人分のハイテク分野の上質な職場が解説されると期待されている。ここには、現代自動車/起亜自動車が開発センターを含めた形で立地しており、立地要件の緩和後には、運輸業者や、ライン・マイン出版グループの印刷センターが設けられた。

#### バウシュハイム
土地活用計画では、南西部に位置するバウシュハイム区の北東部に新たな住宅地を整備することが盛り込まれている。ここには、2015年までに約 3,000人から 4,000人分の住宅が建設される予定である。

## 歴史

### 最初の定住
1980年代末に発見された新石器時代末期の出土品は、約13,000年前のリュッセルハイム付近に石器時代の狩人がいたことを示している。マイン川沿いに整備されていたローマ街道でローマ時代の出土品（棺、壺、レンガ）が見つかった記録も文献上にはある。7世紀の墓地遺跡は、フランク人の集落である Rucilesheim の存在と関連している。

### 中世
リュッセルスハイムは、6世紀前半のフランク人定住地を起源とする。この街の最初の記録であるロルシュの帝国土地台帳（840年頃）の王領利用権調査には Rucilesheim（Rucilin あるいは Rucilen の村を意味する）と記録されている。この関係の変化は中世後期に移行する頃に訪れた。寄進や賃貸によって土地所有者の分散が起こったのである。13世紀後半以降のリュッセルスハイムの歴史は、土地所有者や統治権者の度重なる交替を特徴とする。ここで生活する農民にとって重要なことは多くの統治権者（土地所有者、領民使役権者、裁判権者）が混在していたことで、その都度異なる領主に仕えなければならなかった。高権変遷の概略を以下に記す。
- 1275年: リュッセルスハイムの人臣と土地の所有者はヴェルナー・フォン・ミュンツェンベルクであった。
- その後この権利はホイゼンシュタム騎士家に移った。
- 1323年: この権利は騎士のハルトムート・フォン・クロンベルクに売却された。この売買契約から、リュッセルスハイムがすでにカッツェンエルンボーゲン伯のレーエンとなっており、この村の単独の領主となっていたことが判る。
- 1355年: レーエン領主であるカッツェンエルンボーゲン伯ヴィルヘルム2世はハルトマン・フォン・クロンベルク（子）にリュッセルスハイムからの収入の一部をハルトマンの妻のものとすることを許した。
- 15世紀の初めにカッツェンエルンボーゲン伯家とクロンベルク家との間でレーエンを巡って激しいフェーデが起こった。その結果、この所領はすべての権利とともにカッツェンエルンボーゲン伯家の支配下にあることが確定した。

カッツェンエルンボーゲン伯家は、ザイルフルト、ラウンハイム（1425年）といった村の獲得やトレーブールの代官の地位によりその地歩を固めた。カッツェンエルンボーゲン伯が役所を置いたことで、リュッセルスハイムは 15世紀に初めには近隣の村に対して特権的地位を得ていた。1435年のリュッセルスハイムのワイン庫の記録は、現存する最も古いリースリング種に関する記録である。1437年、伯は皇帝ジギスムントから、すでに前世紀から建設が始まっていたマイン川沿いの完成した城を与えられた。この下賜状の中で、伯は他の権利をも授けられた。それは当時一般に Städtlein（都市権の一種）と呼ばれるものであった。こうして都市創設の栄光の時はゆっくりと過ぎ去り、中世後期にはリュッセルスハイムは多くの小都市と同じ運命をたどった。すなわち、農民の住民比率が増加し、固有の手工業はほとんど見られない状態となったのである。

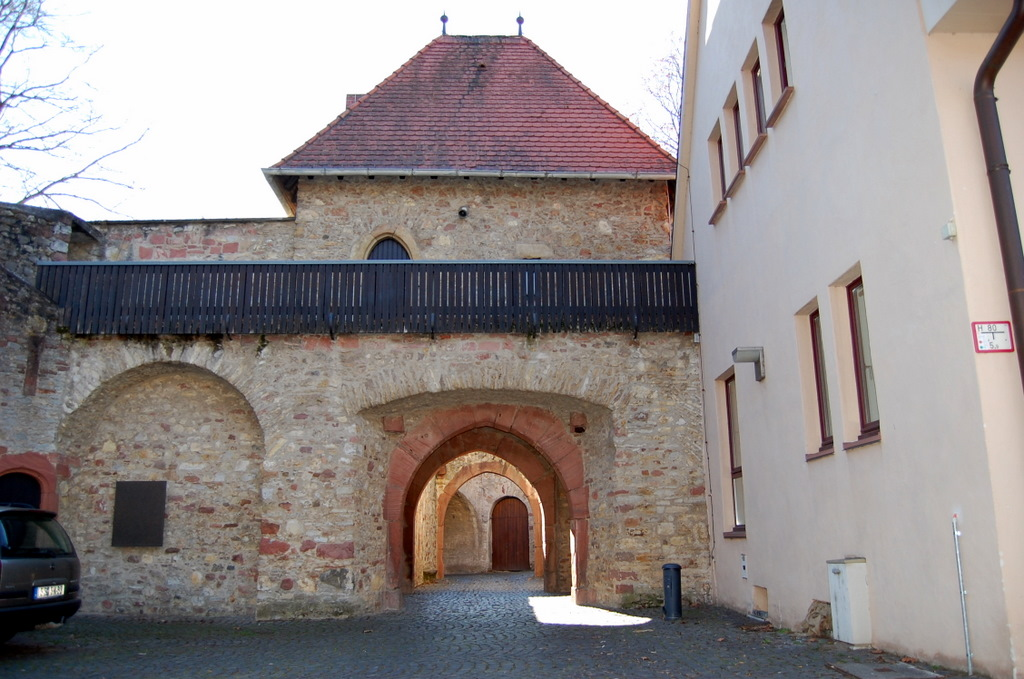
リュッセルスハイム要塞

中世および近世にはリュッセルスハイム要塞の歴史的な拡充はこの街にとって重要な意味を持っていた。この要塞は、マイン川沿いの城から発展したもので、様々な意図を担っていた。マインツ大司教の領土拡張の野望やタウヌス地方の騎士の脅威を防ぎ、分断されていたカッツェンエルンボーゲン伯の上部領土と下部領土とを結ぶ連絡路の安全を確保し、川と街道を支配することで儲けの多い通行税収入を確実なものにすることである。1399年、ドイツ王ヴェンツェルがこの城に対して抗議した。1437年の勅令でこの城の再建が許可されたが、税関の設置は明確に禁止された。フィリップ1世伯の死によりカッツェンエルンボーゲン伯家が断絶した後、1479年にこの城はヘッセン方伯が相続した。いくつかの文献では、リュッセルスハイムの「建設者」として1492年頃のヴィルヘルム3世を挙げている。

### 近世・近代
シュマルカルデン戦争のための軍備拡張の一環として、フィリップ寛大伯はこの城を、方形の要塞に拡充した（おそらく1530年から1540年頃）。シュマルカルデン戦争での敗北に伴い、リュッセルスハイム要塞は皇帝カール5世の命令によって1547年に取り壊されたが、1560年頃には早くも再建された。三十年戦争でこの要塞は軍事的には難攻不落の城であったが、協定の取り決めにしたがって何度もその所有者が替わった。プファルツ継承戦争が、この要塞の軍事施設としての性格を確固たるものとした。1688年にこの城はフランス軍によって占領され、その1年後に撤収する際、最終的に爆破された。その後、城趾は様々な用途に利用されたが、1976年以降は市の歴史博物館となっている。さらに市立文書館や郷土協会も城塞内にある。

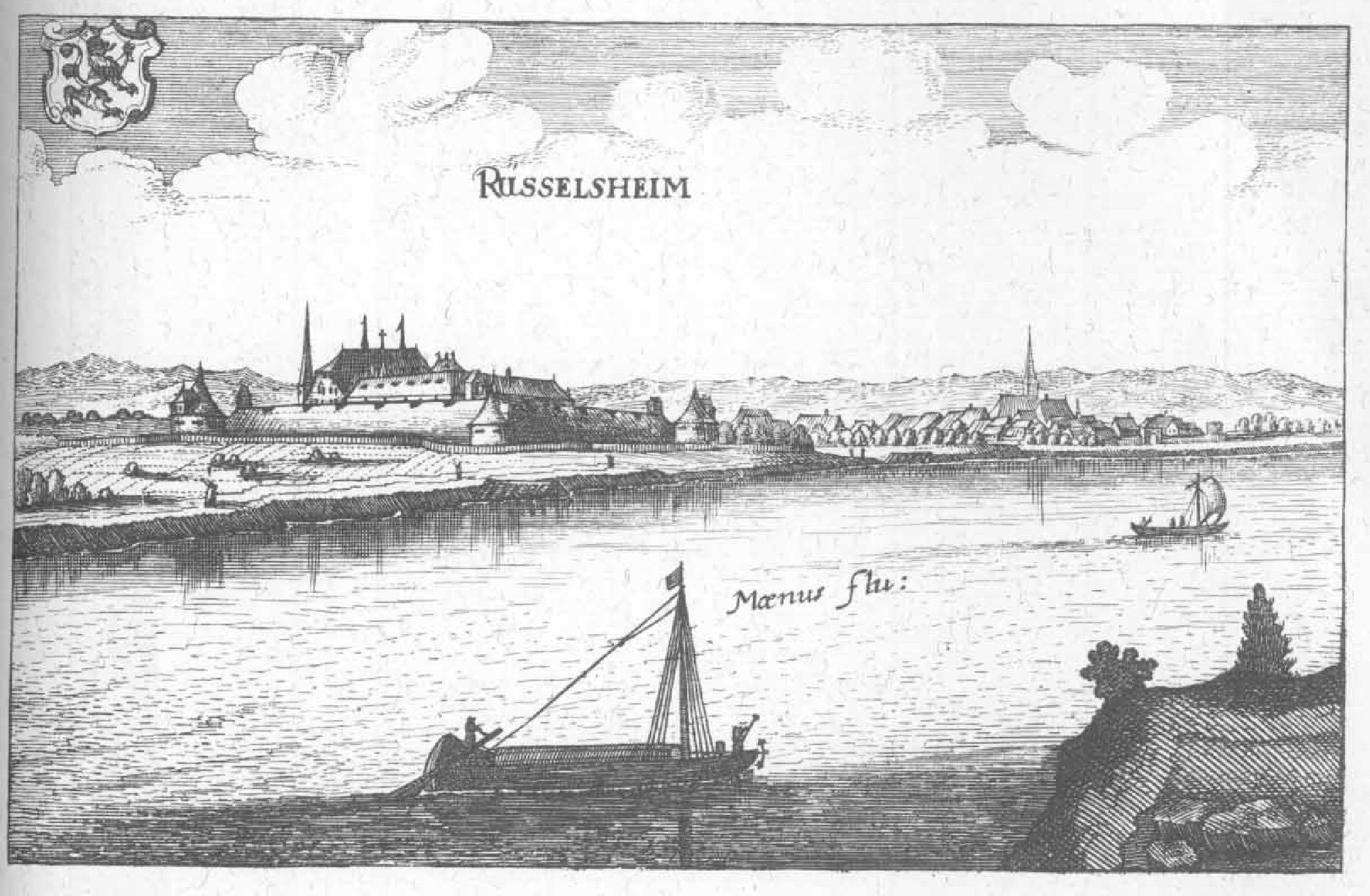
1655年に出版されたマテウス・メーリアンの銅版画に描かれたリュッセルスハイム

ヘッセン方伯領に編入されたことで、リュッセルスハイムは不便な辺境に位置することとなり、発展することはほとんどなくなった。困窮を物語る典型的なエピソードは、1514年に最初の教区教会を建設する際、木材をフランクフルト市に懇願してやっと建設できたことである。宗教改革では、リュッセルスハイムはヘッセン領であったためプロテスタント化された。16世紀末になると経済的改善の兆しが見られるようになった。1580年には学校が設けられた。しかし三十年戦争が、前向きの兆しの多くを打ち壊した。リュッセルスハイムは何度も襲撃され、1635年にはペスト禍により住民の大半が命を奪われた。荒廃した経済状況のため、リュッセルスハイムを交易都市に改造するというヘッセン＝ダルムシュタット方伯の計画は頓挫した。しかし、リュッセルスハイムはその後、ローカルな行政、商業の中心地の機能を保持するようになった。リュッセルスハイムはその歴史の中で、何度か市場開催権を獲得している。その最初のものは、1437年の皇帝ジギスムントに授与された都市権に付随するものであった。2度目の市場開催権は1686年にヘッセン方伯（女方伯）リザベート・ドロテアから授けられたが、この権利は王位の混乱によって剥奪された。1756年にヘッセン＝ダルムシュタット方伯ルートヴィヒ8世により市場開催権が改めて授けられた。
ヨハン・ヴォルフガング・フォン・ゲーテは、1793年のフランス軍によるマインツ包囲戦の際にリュッセルスハイム近くの船橋を渡ったことを書いている。

### 工業化
工業化初期の1785年にいわゆるハーゼンハール洋装が最初の企業として操業を始めた。その後この地区に進出した企業の中に、1861年に創設されたヤシ皮繊維マット工場があった。この会社はその後シュテッキシェ絨毯会社に発展し、第二次世界大戦まで存続していた。大変に古くからあり、オペルに次いで重要な企業が1819年に設立されたチコーリエンファブリークであった。この企業はこの会社は、チコリの根から代用コーヒーを製造していた。この会社は1925年まで操業していた。しかし、こうした工業化初期の段階では、果樹栽培、穀物（小麦）栽培、酪農が依然優勢であった。文献にはリュッセルスハイムでのワイン栽培についての記述もあるが、1790年以降急速に衰退した。1790年に 60 モルゲン（広さの単位）あったブドウ畑が、1825年にはわずか 4 モルゲンにまで減少した。1856年にライン航行保険会社との関係でリュッセルスハイム港に関する記述が見られる。
オペル社の歴史は、1862年に古い牛舎にミシンの工場を創設したことに始まる。オペル社の急速な発展は、この街に様々な変化をもたらした。それ以前の手工業と農業の村は完全に地方工業都市に変貌し、20世紀には最終的には労働者の街になった。

### 20世紀
第一次世界大戦の戦中・戦後には、貧困と苦難が住民を支配した。ヴェルサイユ条約に従ってラインラントとリュッセルスハイムを含む周辺地域がフランス軍に占領された。この環境下で分離独立主義の潮流が広がり、ライン共和国創設が喧伝されることにつながっていった。インフレーションを克服し、その後自動車産業が隆盛したことでやっと住民の状況は改善された。1928年、オペルでは 9,400人の従業員によって 43,000台の自動車が製造された。これは、その4年間に比べ 4倍の労働力であった。
世界恐慌とヴァイマル共和政の崩壊は、リュッセルスハイムにも暗い影を落とした。1933年の権力掌握後の国家社会主義体制下では、リュッセルスハイムでも多くの犠牲者が出た。ナチス政権の敵対者は迫害され、強制収容所に送致された。1937年に賃下げ反対ストライキを行ったオペルの労働者 300人が逮捕された。17世紀から存在していたユダヤ教団のメンバーの運命は特に痛ましいものであった。1933年にはリュッセルスハイムに 47人のユダヤ人が住んでいたが、1945年の敗戦後には異宗婚で特権を与えられていた女性が 1人生き延びただけであった。それ以外の者は無慈悲に迫害され、追放され、自殺を強要されたり、収容所に送致されて殺害された。
1944年8月、アメリカ空軍の戦争捕虜 6人がリュッセルスハイムを通って移送される際、駅の東側で激昂した住民に追い回され、殺害された。4人はNSDAPの地域指導者によって射殺され、2人は他の住民によって撲殺された。2人の捕虜は死んだふりをしてリンチを免れた。2004年、駅に近いグラーベン通りにこの犠牲者を追悼する記念碑が設けられた。
アドルフ・ヒトラーと第二次世界大戦はこの街に際限のない苦痛をもたらした。リュッセルスハイム出身の兵士 1211人が死亡あるいは行方不明となった。連合国軍の空爆で 428人が犠牲となった。この中にはオペル近くの収容所で亡くなった戦争捕虜 189人が含まれる。3120棟の建物のうち、473棟が全壊し、455棟が甚大な、1042棟が中等度の、1150棟が軽微な被害を受けた。戦後に住める状態にあった家屋は 2000軒だけであった。街とオペルの工場に甚大な被害を受けたにもかかわらず、リュッセルスハイムの戦後復興は急速に進み、1978年に史上最高人口の 63,000人に達した。
ピーク時12万に達する住民、被雇用者に対応するための大規模な社会資本整備が計画された。しかしオペルは、奇跡的経済復興の時代と比べると経済状況がはるかに不利になったため、雇用を約 6万人削減した。
1990年代初めに本市は一時的に経済的飛躍を遂げた。旧東ドイツとの合併によりオペルの自動車販売が大きく増加し、1993/1994年まで税収が増し（1991年には 2億5400万マルクという記録的税収を得た）、多くの公共工事がなされた。たとえば、屋内・屋外プール「アン・デア・ラッヒェ」は贅沢な体験型プールに改装され、市役所には新棟や本会議場が増築された。1990年代半ばに営業税が突然記録的税収を示した後、再び急速に減少したことにより、市の財政は混乱した。その結果負債が急速に増えた。
1970年代後期という早い時期に単一の産業構造に依存から脱却するために「イム・ハーゼングルント」を産業用地指定した試みは、成功したとは言えない。

### 人口推移
- 1629年 76戸、1829年 1,422人
- 1875年から1914年までの間で、人口は約 2,500人から 8,000人強と3倍になった。
- 1936年のリュッセルスハイムの人口は 16,000人であった。この数は第二次世界大戦勃発により急速に減少する。
- 1945年4月の人口は 9,500人であった。
- 市の急速な復興、オペル工場、ドイツ東部からの難民により市の人口は急速に増加した。
- 1960年代の労働力不足により、主にギリシア、トルコ、スペイン、イタリア、モロッコなどからの外国人労働者が増加した。
- 1978年に、史上最高人口の 63,000人を記録した。
- 2009年現在の外国人比率は約 24 %、外国人を祖先とするドイツ市民の比率は 53 % に及ぶ。

リュッセルスハイムの人口推移を以下に示す。

### 地名の変遷
街の名前・表記は、時代とともに以下のように変化した。
- 764/5年　Rucile(n)sheim
- 1130年以前　Ruozcelenesheim
- 1275年　Ruozelsheim
- 1336年　Ruzelnsheim
- 1640年　Ruselsheim
- 1840年　Rüsselsheim

### 市町村合併
- 1951年4月1日　ハスロッホ（当時の人口は 737人、現在は約 7,500人）
- 1956年7月1日　ケーニヒシュテッテン（当時の人口は 2,537人、現在は約 8,600人）
- 1970年5月1日　バウシュハイム（当時の人口は 2,874人、現在は約 5,800人）

## 行政

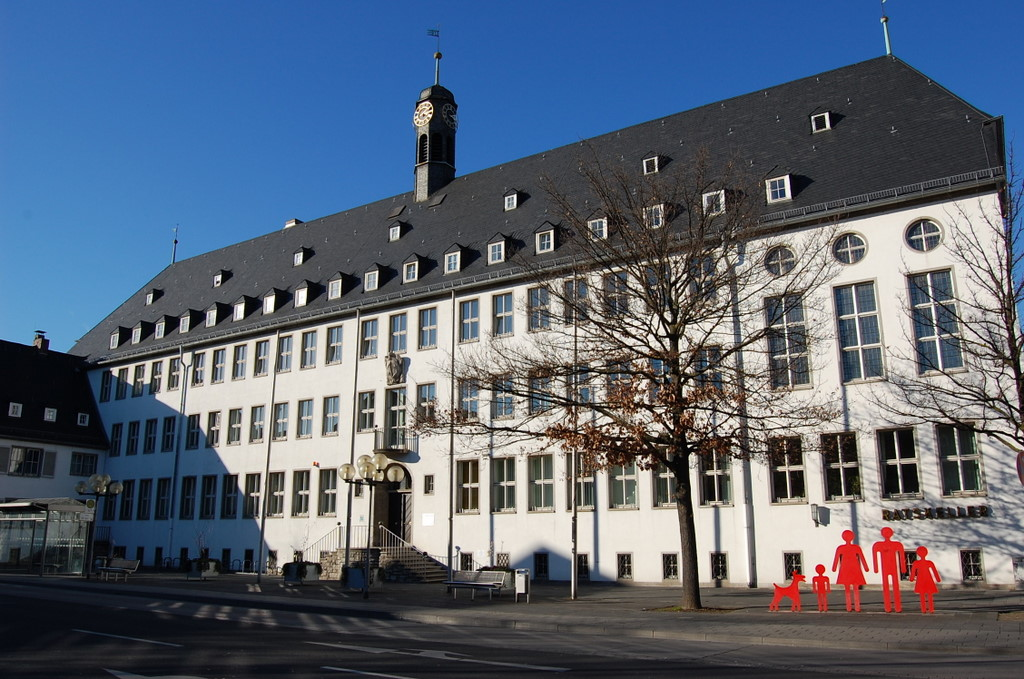
リュッセルスハイム市庁舎

### 首長
1979年までリュッセルスハイムの首長は「市長」(Bürgermeister) であったが、この年に特別市となったことで首長は「上級市長」(Oberbürgermeister) と呼ばれることとなった。
第二次世界大戦後の首長を列記する。
- 1945年 - 1954年　ルートヴィヒ・デルフラー (SPD)
- 1954年 - 1965年　ヴァルター・クラウス・ケーベル (SPD)
- 1966年 - 1981年　カール＝ハインツ・シュトルスベルク (SPD)
- 1982年 - 1994年　ノルベルト・ヴィンターシュタイン (SPD)
- 1994年 - 1999年　オッティー・ゲシュカ (CDU)
- 2000年 - 2011年　シュテファン・ギールトフスキ (SPD)
- 2012年 - 2017年　パトリック・ブルクハルト (CDU)[21]
- 2018年1月1日 -　ウード・バウシュ（無所属）[22]

### 議会
リュッセルスハイム市の市議会は、45議席からなる

### 紋章
現在の市の紋章には、青地に銀の両鈎のハーケンと2つの銀の星が描かれている。両鈎のハーケンは狼の罠とも表現されるが、こうした道具が狼を捕獲するのに実際に使われたかどうかは明らかでない。両鈎のハーケンは、鈎竿（マイン川の航行）や壁を繋いで固定するための鎹（防衛塔など）を想起させる。2つの星は、カッツェンエルンボーゲン伯の紋章に描かれているもので、かつてリュッセルスハイムがこの伯領に属していたことを示している。

### 姉妹都市
- エヴルー（フランス、ウール県）1961年
- ラグビー (イングランド)（イギリス、ウォリックシャー）1977年
- ヴァルカウス（フィンランド、北サヴォ県）1979年
- ケチケメート（ハンガリー、バーチ・キシュクン県）1991年

ボドルム（トルコ）との姉妹都市協定締結に向けた試みは挫折した。上記のうちの最初の3件、エヴルー、ラグビー、ヴァルカウスはリュッセルスハイムの大通りにその名が付けられている。新興住宅地ブラウアー・ゼー II のメインストリートは、2009年から「ケチケメート＝アレー」（「アレー」は並木道を意味する）と名付けられた。

## 経済と社会資本

### 交通

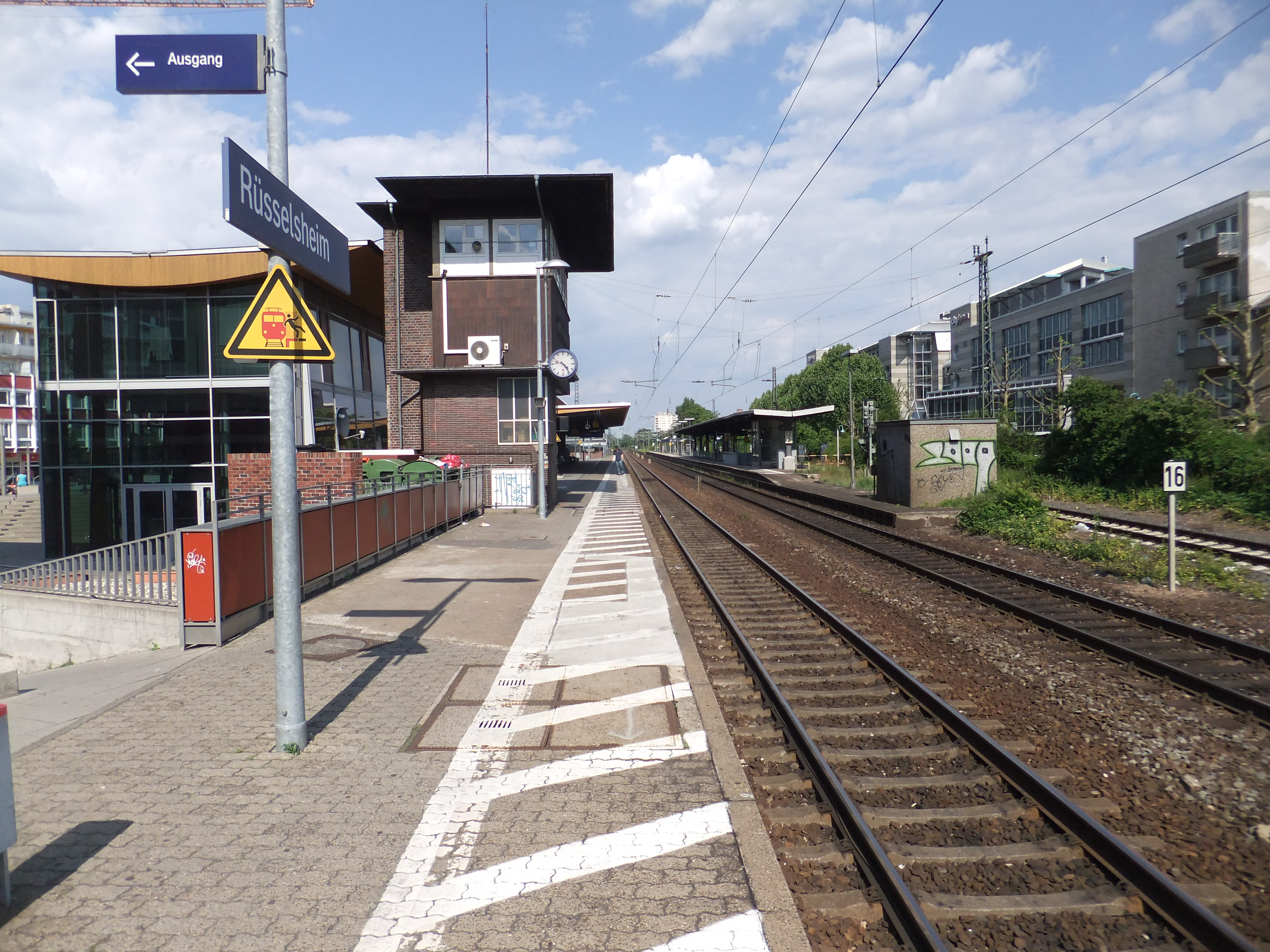
リュッセルスハイム駅

#### 鉄道
マイン鉄道にリュッセルスハイム駅およびリュッセルスハイム＝オペルヴェルク駅の2つの駅がある。この路線を通るSバーン S8号線および S9号線により、ヴィースバーデン、マインツ、ハーナウ、オッフェンバッハ・アム・マイン、フランクフルト・アム・マイン、フランクフルト空港に接続している。Sバーンは各方面にそれぞれ 15分間隔で運行しており、始発列車は 4:18発の S8号ハーナウ中央駅行き、終電車は 1:17発のS8号フランクフルト中央駅行きである。フランクフルト・アム・マインからコブレンツおよびザールブリュッケン行きの2つのレギオナルエクスプレスもリュッセルスハイム駅に停車する。

### 道路交通
連邦道 B43号線がリュッセルスハイムを経由してマインツからフランクフルトに向かってマイン川南岸を走っている。1928年8月26日からマイン川対岸に位置するフレールスハイム・アム・マインへのオペル橋で渡れるようになった。この橋は1979年に取り壊され、やや上流側に4車線の路面を持ち、交差点のない新しい橋に架け替えられた。この橋は、南の連邦アウトバーン A60号線から市内を通り、北のマイン＝タウヌス郡とを結ぶ連邦道 B519号線の一部である。また、連邦道 B486号線がリュッセルスハイムから東のランゲン、ディーブルク方面に延びている。
アウトバーンの広域道路網については、リュッセルスハイムの南をアウトバーン A60号線が通っており、リュッセルスハイム中央とリュッセルスハイム南の2つのインターチェンジがある。A60号線は、マインシュピッツ・ジャンクションでマインツ・アウトバーン環状線から離れ、リュッセルスハイム・ジャンクションで連邦道A67号線と合流する。A67号線は、メンヒホーフ・ジャンクションから本市の東に接してダルムシュタット方面に向かう道路で、B486号線に接続している。マインシュピッツ・ジャンクションあるいは B43号線を経由して、ヴィースバーデンに向かう連邦アウトバーン A671号線に接続する。B43号線はさらに連邦アウトバーンA3号線に接続しており、この道路を経由してケルン、フランクフルト・アム・マインおよびフランクフルト空港に向かうことができる。

#### 公共旅客交通
リュッセルスハイムは、ライン＝マイン交通連盟 (RMV) のサービス地域内に位置している。市内のバス交通はシュタットヴェルケ・リュッセルスハイムが担っている。この会社は 9つのバス路線を運行しており、夜には2つのAST（デマンド乗合タクシー）路線を運営している。この他にLNVGグロース＝ゲーラウの地方バスが運行している。このバスの委託会社は、レギオナルフェアケール・クールヘッセン GmbH (RKH) である。

### 経済
自動車メーカーのオペルとフランクフルト都市圏内の交通の便が良い場所にあることが、国際的に活動する企業が多くここに立地している要因である。特にリュッセルスハイム自動車産業クラスターは、この街の経済を特徴づけている。ここに対応しては解決できない構造的問題を改善するために、市行政委員会は経済専門研究「リュッセルスハイム2020」を委嘱した。ベルト・リュールプ教授とラインハルト・フイヤー教授の指導下、ヘッセン・アゲントゥール GmbH と共同で2020年までの市の経済発展に関する指針を策定した。この研究は2006年に提示され、市の経済振興局の管理下に移された。しかし、その後 4年を経過してもその成果は目に見える形で現れてはこなかった。たとえば、提言にはゴルフ場建設が盛り込まれていたが、行政レベルではこれを望まないというように、いくつかの施策は実行されないままである。
市内中心街のバス交通、ガス・水道・電気の供給や街頭の整備は、シュタットヴェルケ・リュッセルスハイムが担当している。

#### ダイバーシティ
リュッセルスハイムは、企業における家庭と仕事の両立や機会均等を推進する企業構造に対して「ゾフィー賞」を授与している。この賞の選考は「女性と家庭に優しい職場」コンクールで、企業はコンセプトを明言し、互いに競い合う。リュッセルスハイム市は2007年に第1回ゾフィー賞を授与した。2012年にこのコンクールはその対象地域を拡大した。

#### 経済界
リュッセルスハイムの経済界は、1888年に設立されたリュッセルスハイム産業協会 e.V. と 2007年に創設された ウンターネーメン・リュッセルスハイム e.V. をその代表とする。市の経済界はダルムシュタット・ライン・マイン・ネッカー商工会総会に 6人の代表者を送っている。

#### 経済振興
リュッセルスハイム市は、経済振興に特に力を入れている。その経済振興に関する総合サービスと都市開発を受託しているヴィルトシャフトザーヴィス・リュッセルスハイム（リュッセルスハイム経済サービス）は、リュッセルスハイムに存在する会社やこれからリュッセルスハイムに支社を開設使用する会社に対して、多彩な支援や助言を提供している。しかし、実際の運用には大きな困難があった。総括的なコンセプトが存在しなかったため、ダルムシュタット大学やフランクフルト大学の経済学教授にこれを委嘱した（リュールプ・スタディー）。2007年夏に著名なデヴェロッパーから大きな衝撃がもたらされた。いわゆるオペル旧アリアの商業開発計画が発表されたのである。市行政の首脳部や都市開発の専門家はこの開発プロジェクトを、様々な問題を抱えた古い工業都市リュッセルスハイムの未来を改善する大きな、そしておそらくは最後の、チャンスであると見ている。総合コンセプト立脚のもう一つの基盤として、この街は自動車産業クラスター・ライン・マイン・ネッカーに加盟している。

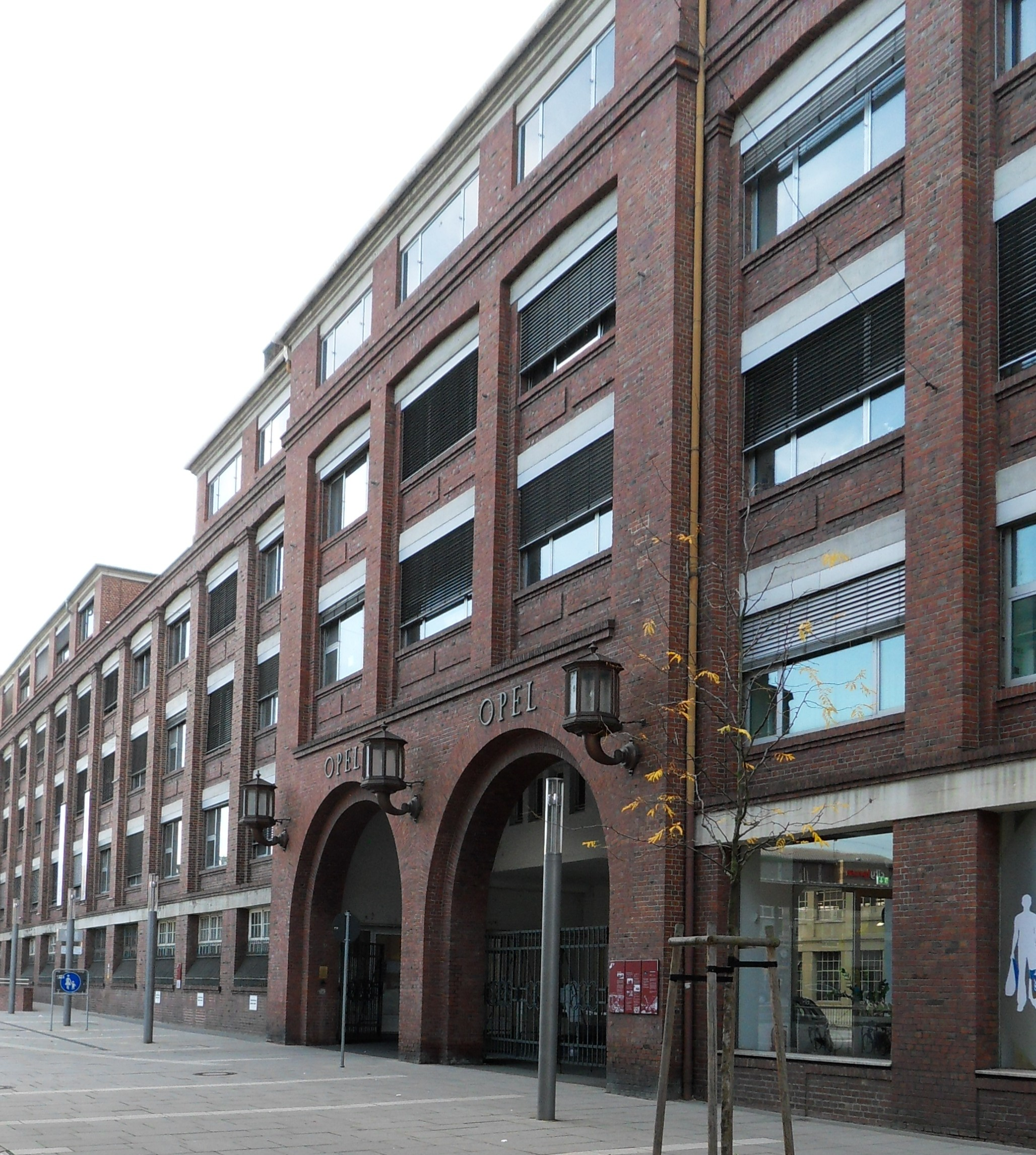
リュッセルスハイムのオペル本社の中央口

#### アダム・オペル AG
リュッセルスハイムは自動車メーカー オペルの街として知られている。創設者のアダム・オペルは、機械工の徒弟として修行を積み、何年もの遍歴修行を経て最終的にリュッセルスハイムに戻った後、1862年に伯父の家畜小屋でミシン製造を始めた。その知識はパリで有名なミシン製造者から学んだものであった。その後1886年からは、彼の息子たちの発案で自転車も製造するようになった。いずれも優れた自転車競技の選手だった5人の息子たちによって自転車メーカーとしてオペルは高い評判を勝ち得た。一時期、オペルは世界最大の自転車メーカーであった。
アダム・オペルは1895年に商用旅行で感染したチフスによって死亡し、会社は妻のゾフィーと息子たちに引き継がれた。1898年、最初の自動車が製造された。父親のアダム・オペルは自動車を、悪臭を放つ醜悪な馬車だと嫌悪していた。
1920年代にはすでに当時のアダム・オペル AG はゼネラルモーターズ (GM) に買収され、その所有下に置かれた。1970年代にはリュッセルスハイムはオペルのおかげで裕福な街であった。1978年、本市で働く社会保健支払い義務のある労働者 5万人のうち 42,000人がオペル関係者であった。市の営業税収入のほぼすべてがこの自動車コンツェルンからのものであった。石油危機と、その後に GM がそれまで世界規模だったオペルの販売市場をヨーロッパに限定する決定をしたことで、需要と生産は同時に縮小した。2009年、経営状態悪化のため、オペルの子会社を GMグループから分離して、他の投資家に譲渡することが議論された。リュッセルスハイムの全職場 35,000人中、オペルの職員は 18,500人となった。このうち約 7,000人が国際技術開発センター (ITEZ) に勤めていた（2008年1月現在）。リュッセルスハイム住民の多くがこの自動車コンツェルンの外、特にフランクフルト・アム・マインで働くようになったのであった。オペルの営業収入は何年も前からその役割を減じていた。その結果、市は継続的に増え続ける債務による大きな問題に直面した。
この他、オペル・フォーラムで約 1,500人が働いている。このセンターは、2012年にオープンした、広さ 25,000 m2 の保護文化財に指定されている旧オペル工場内に造られた自動車関連商品を扱う大きなショッピングセンターである。

#### その他の企業

##### エレクトロニック・データ・システムス (EDS)
アメリカの電子データ処理およびアウトソーシング会社 EDS のドイツセンターはリュッセルスハイムにあり、2008年3月にヒューレット・パッカードに買収された。2013年1月現在、ここには約 1,200人が働いている。ヒューレット・パッカードは、リュッセルスハイムの事業所を閉鎖する計画である。

##### 現代/起亜
韓国の自動車メーカー現代/起亜のヨーロッパ・デザイン・センターは2003年に建設され、2006/07年に大幅に拡張された。

##### 三菱自動車ドイチュラント
2011年4月から三菱自動車の輸入代理店がリュッセルスハイムに再びオープンした。この業者はハーゼングルント工業地区にあり、約 120人の従業員がいる。三菱自動車は、1977年に現在の場所の近くに最初の自動車販売店を開設していた。リュッセルスハイムへの移転は三菱自動車にとってドイツにおける社史の原点に戻るという意義がある。

##### シボレー・ドイチュラント
シボレーのドイツ輸入業者は、2007年7月からリュッセルスハイムのハーゼングルント工業地区に本社を置いている。この業者がブレーメンからリュッセルスハイムに移転したことは、オペルを介した GMグループの市場戦略に対する協力関係強化の意味がある。

### メディア
日刊紙が 2紙ある。リュッセルスハイマー・エコーとマイン＝シュピッツェである。両紙は何年も前からそれぞれ他所の大手新聞社の所有となっており、リュッセルスハイムには小さな地方局を有するだけである。ここではリュッセルスハイムやその周辺のローカル記事を作成して一般記事に埋め込む作業が行われており、したがってローカル面以外は各新聞社の祖新聞と全く同じものである。リュッセルスハイマー・エコーは南ヘッセンメディアハウス・グループ、マイン＝シュピッツェはライン＝マイン出版グループに属している。2009年にこれらの出版社の共同印刷センターが新しく建設開始された。印刷センターは、ブラウアー・ゼー産業パークに造られている。
この他に週に1度、2つの広告紙「リュッセルスハイマー・ヴォーヒェンブラット」と「SÜWO」が刊行される。
さらにシュテファン・ヨプストによる月刊風刺雑誌「M55」や、90.9 MHz で市内向けに放送されているコミュニケーションラジオ放送ラジオ・リュッセルスハイムがある。

### 病院
GPR健康・養護センター・リュッセルスハイムは、2004年1月1日に設立された総括的な高度医療の提供を目的とする公益有限会社である。最も重要な事業分野は GPRクリニクムである。このかつての市立病院は、ヨハネス・グーテンベルク大学マインツの研究病院であり、547床の病室を有している。2010年には約 25,100人の入院患者があった。2012年から C病棟の建設が始まり、160床増える予定である。また、手術部門の拡張・新設も可能になる。さらに拡張工事により、救急患者の受け入れも増強される。この病院は12の診療科、2つの研究所、1つの薬局、種々の診察・処置室からなる。

### 消防
リュッセルスハイム消防団には、約300人の出動団員がおり、いくつかの分団に分かれている。すなわち、リュッセルスハイム＝シュタット、リュッセルスハイム＝ケーニヒシュテッテン、リュッセルスハイム＝ハスロッホ、リュッセルスハイム＝バウシュハイムである。リュッセルスハイム消防団の所轄地域は、市域内の他、連邦アウトバーン、マイン川連邦水路、ドイツ鉄道AGの施設（マインツ - フランクフルト間およびマインツ - ダルムシュタット間）であり、要請があればオペルの工場火災やフランクフルト空港にも出動する。

### 教育・養護

#### 託児所
リュッセルスハイム市は子供の託児施設を運営している。最も小さな子供については、20カ所の施設がある。利用者は、午前中のみ、午前中で昼食付き、全日のなかから選択することができる。宗教団体や独立した託児施設も 6カ所存在している。

#### 養護施設
子供だけでなく、身体障害者や精神的問題を有する成人のために SPV（グロース＝ゲーラウ郡社会精神学協会 e.V.）により広範囲な実践的生活トレーニングが行われている。これには余暇の単純な話し相手になることから家庭生活のコツに関する講座まで様々に及ぶ。

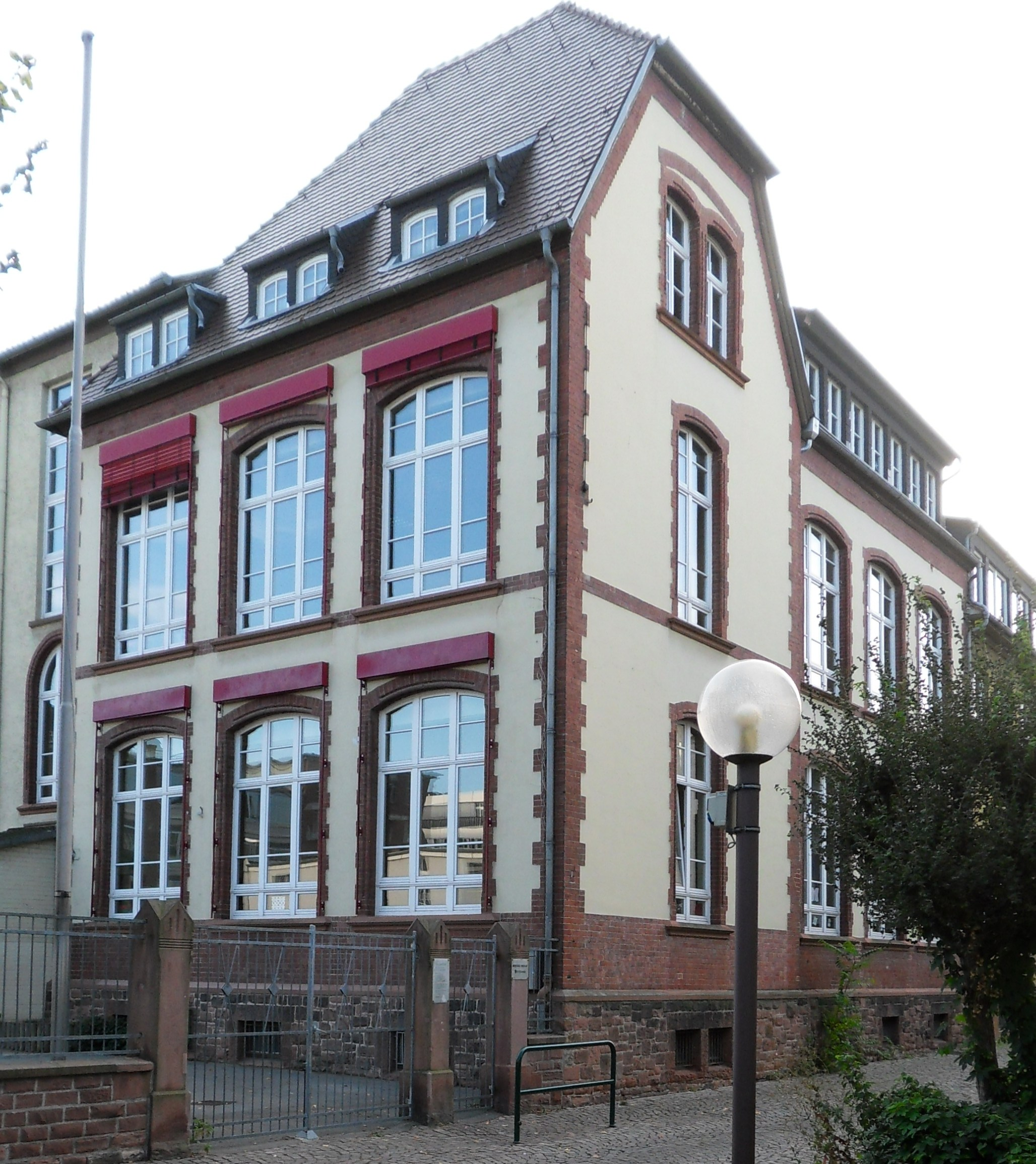
リュッセルスハイム、シュール通りの基礎課程学校

#### 学校
子供の教育のために、リュッセルスハイムには様々な教育形態の学校がある。
- 市立
  - 基礎課程学校　9校
  - 本課程・実科学校　3校　フリードリヒ＝エーバート＝シューレ、ゲルハルト＝ハウプトマン＝シューレ、パークシューレ
  - 総合学校　1校　アレクサンダー＝フォン＝フンボルト＝シューレ
  - ギムナジウム　2校　マックス＝プランク＝シューレ、イマヌエル＝カント＝シューレ
  - 養護学校　2校　ボムグラーベンシューレ、ヘレン＝ケラー＝シューレ
- 郡立
  - ギムナジウム上級学年　1校　グスタフ＝ハイネマン＝シューレ
  - ギムナジウム　1校　ノイエス・ギムナジウム・リュッセルスハイム
  - 職業学校　1校　ヴェルナー＝ハイゼンベルク＝シューレ
- 私立
  - オイローパ＝シューレ・ドクトル・オーバーマイヤー

郡立ヴェルナー＝ハイゼンベルク＝シューレは、職業教育、職業継続教育、職業専門教育、職業ギムナジウムの課程を1つに統合した形態の学校である。
リュッセルスハイム市では、ヘッセン州と学校運営者であるグロース＝ゲーラウ郡およびケルスター市と共同で、パイロットスタディー「シューレ・ゲマインザム・フェアベッセルン」を実施している。2002年に開催されたこのプロジェクトの目的は学校指導の質の向上と学校の責任強化にある。
この他リュッセルスハイムでは、2001年からメディア主導の「シューレ@ツークンフト」や、学校と学外協力パートナーと連結したプロジェクト「エフヌンク・フォン・シューレ」が実施されている。

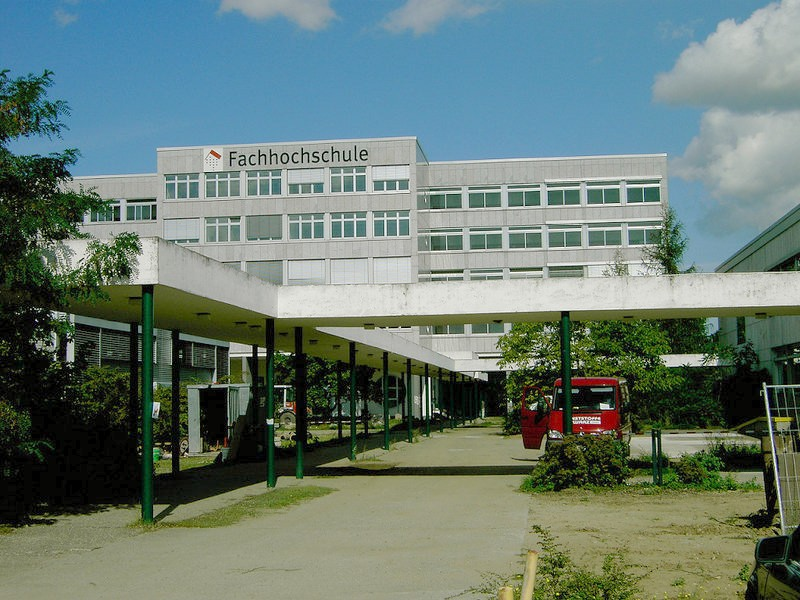
ラインマイン単科大学リュッセルスハイム・キャンパス

#### ラインマイン単科大学
ラインマイン単科大学（ヴィースバーデン専門大学）は 3つのキャンパスのうち 1つをリュッセルスハイムに有している。ここには、ラインマイン単科大学工学分野の、主にエンジニア関連専攻課程がある。2010年11月現在、合計約 3,000人が学んでいる。
学問分野は以下の通りである。
- 電子工学: 情報工学とテレビ工学
- 機械製造: 乗物技術、生産技術、エネルギー工学、構造技術
- 環境工学/環境測定技術
- 物理工学: 応用物理学の学士、修士課程
- 経済エンジニアリング: マーケティング、管理学

## 文化と見所

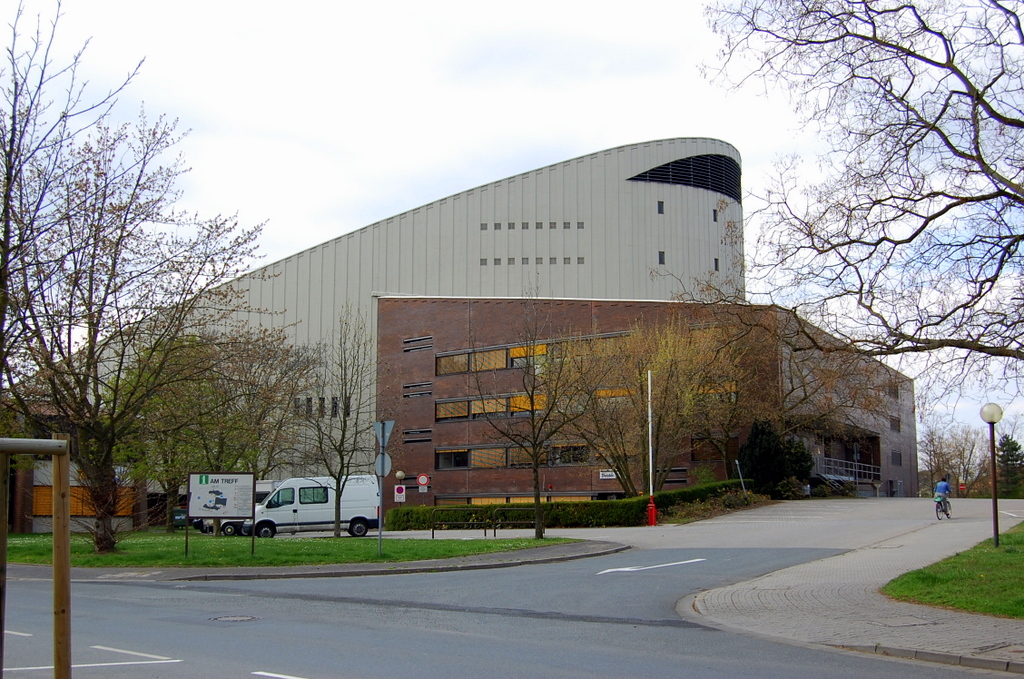
リュッセルスハイム市立劇場

### 文化
1980年に当時の上級市長シュトールスベルクは、1435年にリースリング種が初めて記述されたことを記念してフランクフルター通りに記念ブドウ園を造り、「ジュートリヒ・デア・ブルク」ブドウ園にラインガウのワイン製造者連盟によって植樹がなされた。リュッセルスハイマー・ヴィンツァーフロインデ（ワイン業者交流会）のメンバーであるワイン製造業者が現在もここでリュッセルスハイマー・リースリングを栽培している。この史料は、20年間文書館で翻訳・整理の業務に携わっていた州立ヴィースバーデン文書館のカール・E. デマントの 6,000を越える膨大なコレクションの一つであるカッツネルンボーゲン伯の史料一覧から発見された。
リュッセルスハイム市立劇場は、865席の大ホールを有している。この劇場のプログラムは、演劇、コンサート、オペラ、オペレッタ、ミュージカル、バレエ、ダンスなどがある。劇場固有のアンサンブルを持たない純粋な客演用劇場である。建築上は、2つの楕円で構成され、上部 1/3 が切り取られた構造である。この劇場は、街の姿に大きな影響を与える特徴的な建物である。
市立劇場の近くにリュッセルスハイム市立図書館がある。ここには、リュッセルスハイムや近隣市町村の住民が余暇を過ごすのに十分な蔵書がある。CDなどのメディアもレーザー用利用券があれば借りることができる。
リュッセルスハイム市と工業の博物館は、技術史、工業史、社会史を初めて結びつけた展示コンセプトにより、1979年に欧州評議会からモデル博物館として博物館賞を授与され、「ヨーロッパで最も重要で、最も影響を与えた博物館の一つである」と評価された。リュッセルスハイム城塞内の展示室は、先史時代から現代に至るまでの労働技術や労働環境の発展について情報を発信している。
もう一つの文化イベント会場がリュッセルスハイム文化センター「ダス・リント」である。ここではパーティーが開催されるレストランスペースの他に、リュッセルスハイム・ジャズ工房の一環として開催される有名なジャズカフェ・シリーズといったコンサートイベントも開催される。

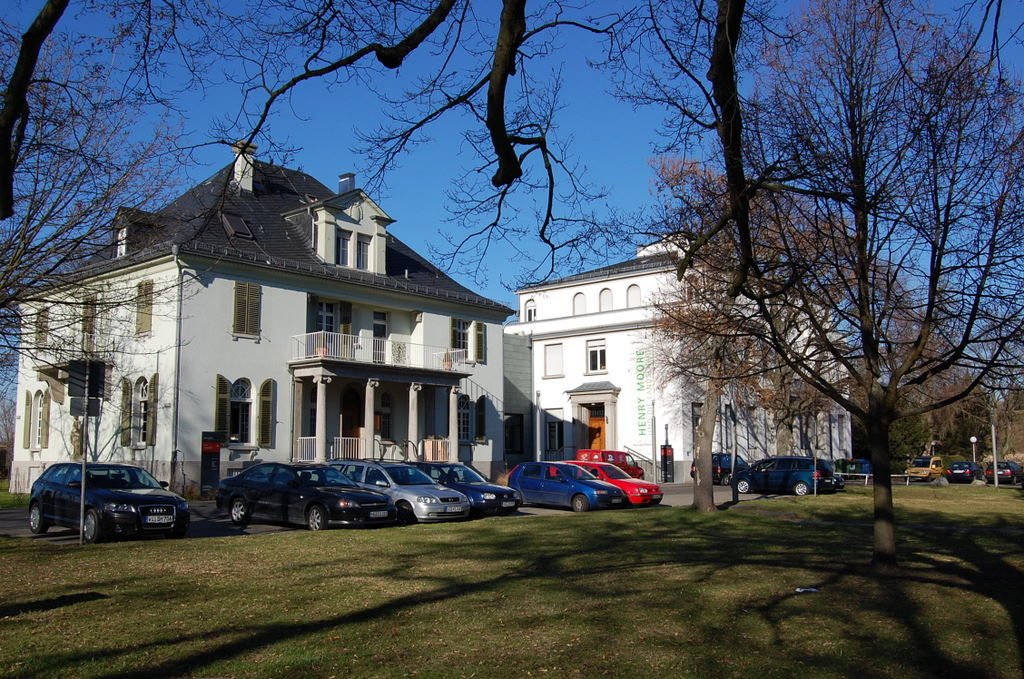
オペル＝ヴィレン

マイン川縁の企業創業者の邸宅だったオペル＝ヴィレン（オペル邸）は修復され、保護建造物と近代建築とがうまく組み合わされた例である。この建物群は展示場（主に絵画や写真）やイベント会場となっている。現在ここにはオペル＝ヴィレン財団が入居している。この財団の明瞭な目的は現代芸術の表出で、ここでの展示イベントの中心をなしている。財団代表で事務長を務めるのはフランクフルトの美術史家ベアーテ・ケムフェルト博士である。彼女の指導下で、オペル＝ヴィレンはこの地域で傑出した展示会場に発展した。オペル＝ヴィレンはリュッセルスハイムの市民団体にも支援されている。愛好会の会員数は 160人を超える。
市当局は、1986年から 2年毎にリュッセルスハイム市文化賞を授与している。この賞は「主に郷土文化の保存、文学、音楽、造形芸術の分野における優れた業績や重要な文化主導的活動」の審査員からの提言に基づき授与される。この他、若い芸術家には奨学金の形で奨励賞が与えられる。

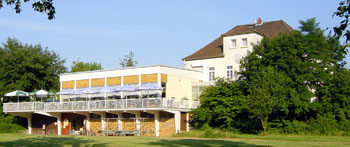
RRK のボートハウス

### レジャー、スポーツ施設
- ヴァルター＝ケーベル＝ハレ（4500人まで収容できるホール）
- フライツァイトバート・アン・デア・ラヒェ（屋外プール）
- ヴァルトシュヴィムバート（水泳用プール。冬季に十分な厚さの氷が張るとスケートリンクになる）
- シュターディオン・アム・ゾンマーダム（観客席や人工芝のフィールドホッケー場があるスタジアム）
- リュッセルスハイマー・ルーダークルプ 08 (RRK) のマイン川沿いのボートハウス
- ゾンマーダム旧オペル＝バート前のトランポリン施設とスケートボード施設
- 乗馬クラブ。スクールも開設されている。ダルムシュテッター通りとクルト＝シューマッハー＝リングとの角
- ヴェルナー＝パーク・リュッセルスハイム

### サークル、クラブ

#### スポーツクラブ
- TG 1862 リュッセルスハイムは、会員数約 4,000人のリュッセルスハイム最大のクラブである。12分野 30種目のスポーツが用意されている。バレーボールと競技ダンスのチームはそれぞれのブンデスリーガに所属している。
- TV 1890 リュッセルスハイム＝ハスロッホは、1,800人の会員を擁する 2番目に大きなスポーツクラブで、エアロビクス、ゴルフ、サッカー、コローナルスポーツ（心臓病疾患のリハビリスポーツ）、陸上競技、テニス、体操、ヨット、スキーなど多彩な種目がある。このクラブは、テニスのヘッセンリーガ・チームとテニス・トレーニング・センターで有名である。
- TV 1888 ケーニヒスシュテッテン e.V. は、約 1,300人の会員を有するケーニヒスシュテッテン地区最大のクラブである。ハンドボール、バレーボール、体操、ダンス、テニス、卓球、陸上競技、マーチングバンド、レジャースポーツの 9つの部門があり、家族連れのスポーツと社交の場になっている。
- SC オペル・リュッセルスハイムは、会員数 520人の 5番目に大きなクラブである（サッカー）。
- JC リュッセルスハイムは、柔道およびその他の格闘技のクラブである。このクラブは、ドイツ・チャンピオンや世界チャンピオンを輩出している。
- リュッセルスハイマー・ルーダークルプ 08 e.V. (RRK) は会員数約 630人のリュッセルスハイムで 4番目に大きなクラブで、ボート競技 (= Ruder) だけでなく、ホッケーでも有名である。100年を超える歴史の中で RRK は、ドイツボート競技選手権の様々なクラスで合計 28回チャンピオンになっている。ホッケーでは、フィールドホッケーとインドアホッケーとを合わせて全部で 51回ドイツ・チャンピオンとなっている。RRK女子チームが1991年から2006年までに達成したヨーロッパカップ優勝 18回（フィールドホッケーとインドアホッケーとの合計）は、おそらく2度と達成されることのない記録である。（回数はいずれも2013年4月現在）
- ラート・ウント・モータースポーツ・クラブ (RMSC) リュッセルスハイムは伝統のあるクラブで、サイクルサッカー、ラジコンカー、青少年活動の部門がある。RMSC リュッセルスハイムの 6人制サイクルサッカーチームは、この競技で 3度ドイツ・チャンピオンになっている。ラジコンカー部門でも、上級クラスのトップドライバーや世界選手権出場者を輩出している。
- 自転車競技クラブ・オペル 1888 e.V. リュッセルスハイム（RV オペル）は、1888年3月にアダム・オペルの主導下で創設された。創設時のメンバーにはアダム・オペルの次男も所属していた。アダム・オペルの 5人の息子、ヴィルヘルム、カール、ハインリヒ、フリッツ、ルートヴィヒは、多くの成功を収めた熱心な自転車競技選手であった。自転車競技クラブ・オペル 1888 e.V. リュッセルスハイムは、現在 100人以上の会員がおり、ロードレース (RTF)、ポタリング、自転車オールドタイマーの部門がある。RV オペルは、年に1度 6月にドイツ自転車競技連盟 (BDR) の大会スケジュールに組み込まれた RTF を運営している。競技は、42、79、111、153 km のコースがある。また、オペル・クラシックスの一環として毎年 6月にオペル＝ヴィレンで、もう一つのイベント・ハイライトである自転車オールドタイマー集会が開催される。自転車愛好家が、1937年までリュッセルスハイムで製造されていたオペルの自転車を愛情込めて修復し、手入れして集まる。
- 1. SC ブレーカーズ・リュッセルスハイム 1991 e.V. は約 60人の会員を有するヘッセン州最大のスヌーカー・クラブである。このクラブはブンデスリーガ1部にも、2部にもチームを送り込んでいる。個人でもチームでも、ドイツ・チャンピオン、ドイツ杯優勝者、GOSRトーナメントシリーズ優勝者の多くがこのクラブに所属している。12歳から17歳の少年 10人が所属しており、ドイツ最大の次世代グループを形成している。
- SKG バウシュハイム。SKG は、Sport- und Kulturgemeinde Bauschheim 1887/1946 e. V.（スポーツおよび文化団体バウシュハイム 1887/1946 e.V.）を略したものである。1946年5月12日に設立されたこのクラブは、バウシュハイムのいくつかのクラブが合併したものである。この合併は当時の占領軍政府による存続許可の条件であった。この時期、アメリカ軍占領地域では同様の事情で、SKG、SKV、SG といった略号を持つ多くのクラブが誕生した。その後、当時合併したクラブの中で最も古いバウシュハイマー体操クラブの創設年 1887 と群生化での合併の年 1946 が併記されるようになった。現在 SKG には、サッカー、ハンドボール、合唱、卓球、音楽隊、自転車競技、体操やハイキングの部門がある。
- リュッセルスハイム・レイザーバックスはアメリカン・フットボールのクラブで、2007年シーズンからランデスリーガ・ミッテでプレイしている。
- FV ヘラス・リュッセルスハイムは、サッカー、バスケットボール、女子ハンドボールの部門がある。

#### 文化サークル
- フェルダーフェライン・レーゼン・ウント・レーゼンラッセン e.V.（読書と読み聞かせ振興協会）は1997年から公益協会としてリュッセルスハイム読書週間にリュッセルスハイムやその周辺市町村で約 60 - 70回の著者朗読会や著作ワークショップを開催している。読書奨励プロジェクトはすでに1985年から学校、リュッセルスハイム市、その他の協力者や支援者の助けを借りて継続的に開催されている。
- リュッセルスハイマー・カルネヴァール＝フェライン 1936 e.V.（RCV、カーニバル・クラブ）は、約 200人の会員を擁するリュッセルスハイム市最大の文化サークルである。このサークルは、ライン地方およびアレマン地方のカーニバルの習俗保護に尽力しており、カーニバルダンススポーツ部門を運営し、グッゲン音楽（アレマン地方でカーニバルに演奏される音楽）を保存する郷土文化サークルである。RCVは、国際カーニバル会議の主催者である。たいまつパレード、野外コンサート、カーニバルのパレード、舞踏会などが行われるこのイベントは、毎年バラの月曜日前の第2週末に開催され、リュッセルスハイマー通りのカーニバルのパレードには約 25,000人の見物客が訪れる。

#### レジャー
- ドイツ・アルペン協会 (DAV) は、リュッセルスハイムで約 1,000人の会員を有し、活動している。ハイキングやトレッキングの他に、リュッセルスハイム＝バウシュハイムの登攀塔でのクライミングを行っている。2006年11月からDAV はヴァルター＝ケーベル＝ハレに新しく造られたクライミング用の壁も利用している。
- ドイツ・ユースホステル協会 (DJH) のリュッセルスハイム市連盟は、会員やハイキング愛好家に、周辺の中低山地へのハイキングを目的としたバスツアーを行っている。
- ディザスター・ダンサーズ・リュッセルスハイム e.V. は 2007年に 15人の参加者で創設された。このサークルは、世界中で踊られているモダン・アメリカン・スクエア・ダンスのサークルである。このサークルは会員数 51人となり、創設以来毎週開催されるクラブナイトには、多くの国から 1,000人を超えるゲストダンサーを迎えている。
- コンプユーザー・クラブ・マインシュピッツェ e.V. はリュッセルスハイムや周辺地区の住民に、新しい電子コミュニケーションツール（たとえば、様々なコンピューター、モバイルツールや商用システムなど）のサポートを行っている
- シャッハフェライン・リュッセルスハイム 1929 e.V.（チェスクラブ）は毎週木曜日に市立劇場近くの建物で対局会を行っている。

## 人物

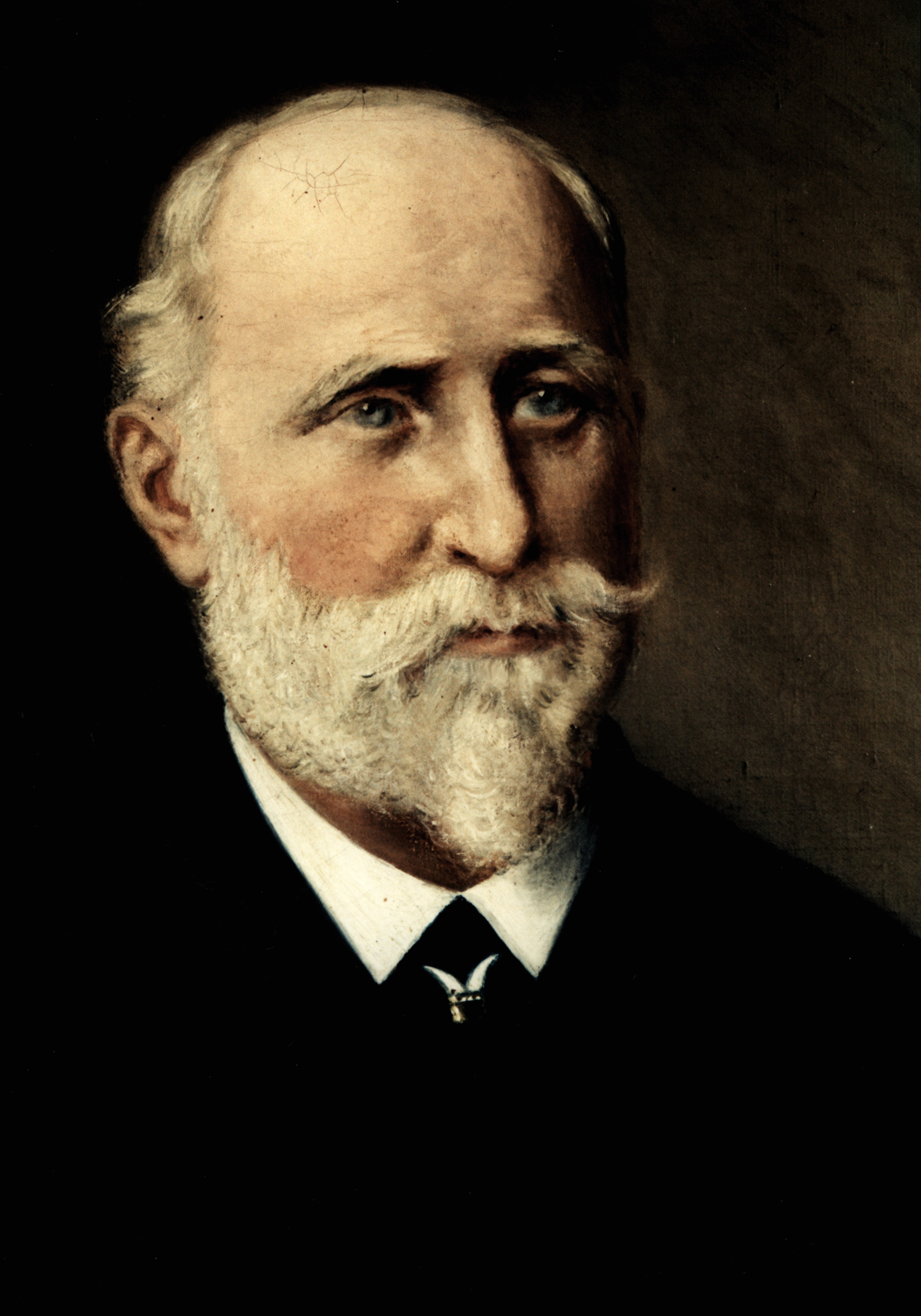
アダム・オペル

### 出身者
- アダム・オペル（1837年 - 1895年）企業家、オペルの創業者。
- フリッツ・フォン・オペル（1889年 - 1971年）アダム・オペルの孫。ロケット動力の研究に尽力した。
- クラウス・フックス（1911年 - 1988年）マンハッタン計画に参加した理論物理学者、ソヴィエトのスパイ。
- ノルベルト・ブリューム（1935年 - ）政治家。連邦労働・社会問題大臣を務めた（1982年 - 1998年）。
- ペーター・クラウス（1941年 - ）ホッケー選手。1972年ミュンヘンオリンピック優勝メンバー。
- アンドレア・イプシランティ（1957年 - ）政治家。
- カルロス・マリン（1968年 - ）スペインのバリトン歌手。ヴォーカルグループ「イル・ディーヴォ」のメンバーである。
- オリヴァー・ハルトマン（1970年 - ）ソングライター、歌手、音楽プロデューサー、ギターリスト
- ブリッタ・ベッカー（1973年 - ）女子ホッケー選手

### ゆかりの人物
- オットー・バリッチ（1933年 - ）ユーゴスラヴィアのサッカー選手。1967年から1969年にオペル・リュッセルスハイムの監督を務めた。
- ハイデマリー・ヴィーチョレック＝ツォイル（1942年 - ）政治家。連邦経済協力大臣（1998年 - 2009年）。リュッセルスハイムで学校教師を務めた（1965年 - 1974年、1977年 - 1978年）。

## 引用、脚注
1. ↑  Hessisches Statistisches Landesamt: Bevölkerung in Hessen am 31.12.2023 (Landkreise, kreisfreie Städte und Gemeinden, Einwohnerzahlen auf Grundlage des Zensus 2011)]
2. ↑  Max Mangold, ed (2005). Duden, Aussprachewörterbuch (6 ed.). Dudenverl. p. 689. ISBN 978-3-411-04066-7
3. ↑  Jürgen Hubbert, Stefan Loew: Die beiden endpaläolitischen Lagerplätze Rüsselsheim 122A und 122B.
4. ↑   Karl Dittmarsch: Der Main von seinem Ursprung bis zur Mündung. Zabern, 1843. p. 417
5. ↑  ハスロッホの隣に位置し、16世紀にはリュッセルスハイムと境を接していたザイルフルトは1534年に落雷によって焼失した。住民たちは隣のリュッセルスハイムに移住した。ザイルフルトはハスロッホとは別の教会を有しており、独自の教区を形成していた。 Georg Wilhelm Justin Wagner: Die Wüstungen im Großherzogthum Hessen. Jonghaus, 1862. p. 168
6. ↑  Michael Conrad Curtius: Geschichte von Hessen, 1793. p. 152.
7. ↑  Johann Andreas Demian: Beschreibung oder Statistik und Topographie des Großherzogthums Hessen. Le Roux, 1825. p. 29.
8. ↑  Hugo Franz von Brachelli: Deutsche Staatenkunde: Ein Handbuch der Statistik des deutschen Bundes und seiner Staaten mit Einschluss der nichtdeutschen Provinzen Oesterreichs und Preussens. Braumüller, 1856. p. 652.
9. ↑  Barbara Grimm: Lynchmorde an alliierten Fliegern im Zweiten Weltkrieg in: Dietmar Süss (Hrsg.): Deutschland im Luftkrieg: Geschichte und Erinnerung. Oldenbourg Wissenschaftsverlag, 2007. ISBN 3-486-58084-1, p. 71.
10. ↑  “Historisches Ortslexikon - Rüsselsheim am Main, Stadtgemeinde”. 2021年8月10日閲覧。
11. ↑  “Kommunalwahlen 1972; Maßgebliche Einwohnerzahlen der Gemeinden vom 4. August 1972” (PDF), Staatsanzeiger für das Land Hessen (Der Hessische Minister des Inneren) (33):  p. 1424, (1972)
12. ↑  “Kommunalwahlen 1977; Maßgebliche Einwohnerzahlen der Gemeinden vom 15. Dezember 1976” (PDF), Staatsanzeiger für das Land Hessen (Der Hessische Minister des Inneren) (52):  p. 2283, (1976)
13. ↑  “Kommunalwahlen 1985; Maßgebliche Einwohnerzahlen der Gemeinden vom 30. Oktober 1984” (PDF), Staatsanzeiger für das Land Hessen (Der Hessische Minister des Inneren) (46):  p. 2175, (1984)
14. ↑  “Kommunalwahlen 1993; Maßgebliche Einwohnerzahlen der Gemeinden vom 21. Oktober 1992” (PDF), Staatsanzeiger für das Land Hessen (Der Hessische Minister des Inneren) (44):  p. 2766, (1992)
15. ↑  “Eckwerte der regionalen Bevölkerungsentwicklung im Überblick” (PDF), Gemeindedatenblatt: Ginsheim-Gustavsburg (HA Hessen Agentur GmbH) 2021年8月10日閲覧。
16. ↑  “Die Bevölkerung der hessischen Gemeinden (30.06.2005)”. 2006年2月9日時点のオリジナルよりアーカイブ。2021年8月10日閲覧。
17. ↑  “Bevölkerung der hessischen Gemeinden (30.06.2010)”. 2010年11月23日時点のオリジナルよりアーカイブ。2021年8月10日閲覧。
18. ↑  “Ergebnisse des Zensus 2011”. 2021年8月10日閲覧。
19. ↑  “Bevölkerung der hessischen Gemeinden (30.06.2015)”. 2016年1月29日時点のオリジナルよりアーカイブ。2021年8月10日閲覧。
20. ↑  Rüsselsheim: Geshichte（2013年4月14日 閲覧）
21. ↑  リュッセルスハイム市の市長選挙結果、ヘッセン州統計局（2013年4月14日 閲覧）
22. ↑  “Oberbürgermeisterwahl in Rüsselsheim am Main, Stadt am 08.10.2017”. 2019年7月13日閲覧。
23. ↑  2011年3月27日の市議会議員選挙結果、ヘッセン州統計局（2013年4月14日 閲覧）
24. ↑  Geschichten von der alten Opel-Brücke, Echo online 2010年6月9日付け（2013年4月14日 閲覧）
25. ↑  LNCG Kreis Groß-Gerau（2013年4月16日 閲覧）
26. 1 2  rüsselsheim 2020（2013年4月16日 閲覧）
27. ↑  Wettbewerb Frauen- & familienfreundlicher Betrieb（2013年4月16日 閲覧）
28. ↑  GPR（2013年4月17日 閲覧）
29. ↑  Rüsselsheim - Schulen（市立学校）およびRüsselsheim - Weitere Schule in Rüsselsheim（その他の学校）（ともに2013年4月17日 閲覧）